# Вар'єте

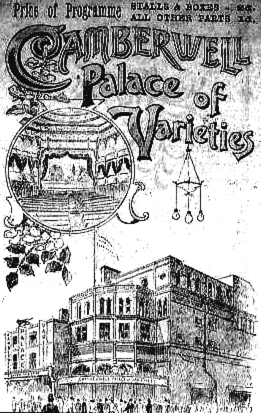
Афіша вар'єте Камбервелл

Вар'єте́ — вид розважальної програми, естрадного концерту, який складається з низки коротких номерів різних жанрів: пісень, танців, акробатичних номерів та номерів оригінального жанру, комічних сцен, реприз тощо, які представляє конферансьє. Назва походить від театру «Вар'єте» (фр. Variété, буквально — «Різноманітність»), заснованого 1720 у Парижі.
Термін «вар'єте» може вживатися також щодо театру, в якому відбуваються такі шоу, або щодо стилю музики, яка в них фігурує.
З розвитком телебачення форму вар'єте мали численні популярні телепередачі, такі як «Шоу Еда Саллівана» в США або «Блакитний вогник» у Радянському Союзі.
На території України театри-вар'єте поширювались в кінці XIX століття, з яких 12 були постійно діючими: «Акваріум» у Катеринославі (нині Дніпро), «Шато-де- Флер», «Олімп», «Аполло» у Києві, «Дю Норд», «Альказар», «Пасаж» в Одесі, «Буфф», «Тіволі» у Харкові. В Одесі з 1906 року виходили журнал «Театр и варьете» та щотижневик «Современный театр и шантан», у Києві — «Подмостки» (1909—1911) та «Цирк и варьете» (1910).